# Arrondissement de Saint-Pol
L'arrondissement de Saint-Pol (ou de Saint-Pol-sur-Ternoise) est une ancienne subdivision administrative française du département du Pas-de-Calais créée en 1801 (par séparation de l'arrondissement d'Arras créé en 1800). Son chef-lieu était à Saint-Pol-sur-Ternoise.
Il a été supprimé le 10 septembre 1926, ses cantons étant réintégrés à l'arrondissement d'Arras.

## Composition
Il comprenait les cantons de Aubigny-en-Artois, Auxi-le-Château, Avesnes-le-Comte, Heuchin, Saint-Pol-sur-Ternoise et Wail (le Parcq).

## Sous-préfets
- 1846-1848 : Augustin Gourdin (maire de Dunkerque 1838-1843, conseiller général Dunkerque 1841-1843, sous-préfet de l'arrondissement d'Hazebrouck 1843-1846 et 1848-1851[1].